# Stadio internazionale di Aleppo
Lo Stadio internazionale di Aleppo (in arabo ملعب حلب الدولي‎?) è un impianto sportivo di Aleppo, in Siria. Inaugurato nel 2007, ha una capienza di 75.000 posti.
Maggiore stadio della Siria, ospita le partite interne dell'Al-Ittihad Aleppo e sorge nella Città dello sport al-Hamadaniah, nella zona sud-occidentale di Aleppo. Occupa una superficie di 3,5 ettari sui 33 ettari totali della cittadella dello sport.
La costruzione dello stadio è iniziata nel 1980, sulla base del progetto del costruttore polacco Stanisław Kuś. 
È stato pesantemente danneggiato durante la guerra civile siriana e in particolare durante la battaglia di Aleppo (2012-2016).